# فیلومنا
فیلومنا (به انگلیسی: Philomena) فیلم کمدی-درام انگلیسی-فرانسوی-آمریکا ساخته سال ۲۰۱۳ و به کارگردانی استیون فریرز است که بر اساس کتاب فرزند گمشده فیلومنا لی با نویسندگی مارتین سکسمیت ساخته شده است و در آن جودی دنچ و استیو کوگان به ایفای نقش می‌پردازند. این فیلم داستان واقعی فیلومنا لی و جستجوی ۵۰ ساله او در پیدا کردن فرزند خود را بازگو می‌کند.
این فیلم برای دریافتِ جوایز متعددی نامزد شد. کوگان و جف پاپ برنده جایزه بهترین فیلمنامه در جنشواره بین‌المللی فیلم ونیز شدند. همچنین نامزد چهار جایزه در جوایز اسکار ۸۶ام شامل جایزه اسکار بهترین فیلم، جایزه اسکار بهترین بازیگر نقش اول زن برای دنچ، جایزه اسکار بهترین فیلم‌نامه اقتباسی برای کوگان و پاپ و جایزه اسکار بهترین موسیقی فیلم برای دسپلت شد. این فیلم همچنین نامزد چهار جایزه بفتا و سه جایزه گلدن گلوب شد.